# Patricia Dane
Patricia Dane (* 4. August 1917 in Florida; † 5. Juni 1995 in Blountstown, Florida) war eine amerikanische Filmschauspielerin der 1940er Jahre.

## Leben und Karriere
Patricia Dane wurde 1917 als Thelma Patricia Ann Pippen in Florida geboren. Ihr Vater starb kurz nach der Geburt und das Kind wurde eine Zeit lang in die Obhut ihrer Großeltern gegeben. Als ihre Mutter einen Mann namens Byrnes heiratete, lebte die junge Thelma wieder bei ihr und wuchs unter dem neuen Namen Thelma Byrnes auf. 
Nach ihrem Abschluss an der Andrew Jackson High School in Jacksonville trat Patricia in die University of Alabama ein. 1938 zog sie nach New York, mit der Absicht Modedesignerin zu werden, jedoch führte ihre Schönheit sie stattdessen zu sofortigem Geld mit Modeljobs. So geriet sie schnell in den New Yorker Wirbelwind „High Life“ und wurde in der ganzen Stadt als temperamentvolles Partygirl berühmt. 
Sie wurde schließlich auch als schöne Nebendarstellerin bekannt, die Hedy Lamarr vom Typ her ähnelte. Für ihre erste Rolle als attraktives Ziegfeld Girl in Mädchen im Rampenlicht wurde sie umgehend vom Studio verpflichtet. Sie spielte auch in Life Begins for Andy Hardy und Der Tote lebt. Sie heiratete 8. April 1943 Tommy Dorsey. Die Ehe wurde am 26. August 1947 geschieden. Nach der Ehe versuchte sie noch einmal ein Comeback beim Film, das aber erfolglos blieb. Sie sorgte 1949 für eine Negativmeldung, als sie und ihr Kollege Robert Walker verhaftet wurden, weil sie in Schlangenlinien fuhren, in der Öffentlichkeit betrunken waren und sich der Verhaftung widersetzten. Kurz danach hörte sie ganz mit der Schauspielerei auf. Sie starb im Juni 1995 in Blountstown, Florida, wo sie auf dem Pine Memorial Cemetery beigesetzt wurde.

## Filmografie (Auswahl)
- 1941: Mädchen im Rampenlicht (Ziegfeld Girl)
- 1941: Life Begins for Andy Hardy
- 1941: Iʼll Wait for You
- 1941: Der Tote lebt (Johnny Eager)
- 1942: Grand Central Murder
- 1942: Northwest Rangers
- 1942: Manila
- 1942: Rio Rita
- 1948: Luna Park
- 1948: Joe Palooka in Fighting Mad
- 1952: Der Weg nach Bali (Road to Bali)
- 1956: Schmutziger Lorbeer (The Harder They Fall)